# Сейм (Латвия)
Сеймът е парламентът на Латвия. Тя се състои от 100 членове, избирани всеки четири години. Сеймът избира Президент на Латвия, който от своя страна има силата да го разтварят в очакване на референдум.